# Boynton Beach
Boynton Beach ist eine Stadt im Palm Beach County im US-Bundesstaat Florida mit 80.380 Einwohnern (Stand: 2020).

## Geographie
Boynton Beach liegt im Südosten Floridas am Atlantik, etwa 70 Kilometer nördlich von Hialeah. Das Stadtgebiet hat eine Größe von 42,1 km², wovon 1 km² Wasserfläche sind.
In direkter Nachbarschaft, im Umkreis von zehn Kilometern, liegen die Städte Ocean Ridge, Briny Breezes, Golf, Gulf Stream, Hypoluxo, Manalapan, Lantana und Dunes Road.

### Klima
Das Klima ist mild und warm, mit einem leichten Wind von See, welcher jedoch nur selten auftritt. Statistisch regnet es in den Sommermonaten an durchschnittlich 45 % der Tage, wenn auch nur kurzfristig, aber stark. Die höchsten Temperaturen sind im Mai bis Oktober, mit bis zu 33 °C. Die kältesten Monate von Dezember bis Februar mit durchschnittlich nur 12 °C. Schneefall ist in der Region nahezu unbekannt.

## Geschichte
Boynton Beach wurde nach dem aus Michigan stammenden, ehemaligen Sezessionskrieg Major, Nathan S. Boynton benannt. Er war von dem Gebiet der heutigen Stadt so fasziniert, dass er 1895, ein Jahr nachdem er das erste Mal in der Gegend gewesen war, das Boynton Beach Hotel gemeinsam mit einer Gruppe Kolonisten errichtete. Bis zum Ende des Zweiten Weltkrieges war Boynton Beach kaum bekannt. Erst nachdem sich Soldaten nach dem Krieg niederließen, um Familien zu gründen, ging es bergauf.
Die Lage der Stadt, nur 50 Meilen von Miami entfernt, sowie die blühende Natur und die Küstenlinie, zogen die Menschen stetig an.
Um 1958 lebten in Boynton Beach nur um die 5.000 Einwohner. Seit diesem Zeitpunkt hat die Population stark zugenommen. Dies wird sich in Zukunft wahrscheinlich auch nicht ändern, denn Boynton Beach liegt in einem der am schnellsten wachsenden Gebiete der Vereinigten Staaten.

### Religionen
In Boynton Beach gibt es derzeit 59 verschiedene Kirchen aus 23 unterschiedlichen Konfessionen, darunter ist die Baptistengemeinde mit 7 Kirchen am stärksten vertreten. Weiterhin gibt es 18 zu keiner Konfession gehörende Kirchen (Stand: 2004).

### Demographische Daten
Laut der Volkszählung 2010 verteilten sich die damaligen 68.217 Einwohner auf 36.289 Haushalte. Die Bevölkerungsdichte lag bei 1659,8 Einw./km². 62,4 % der Bevölkerung bezeichneten sich als Weiße, 30,3 % als Afroamerikaner, 0,3 % als Indianer und 2,2 % als Asian Americans. 2,6 % gaben die Angehörigkeit zu einer anderen Ethnie und 2,2 % zu mehreren Ethnien an. 12,8 % der Bevölkerung bestand aus Hispanics oder Latinos.
Im Jahr 2010 lebten in 25,1 % aller Haushalte Kinder unter 18 Jahren sowie 35,5 % aller Haushalte Personen mit mindestens 65 Jahren. 56,9 % der Haushalte waren Familienhaushalte (bestehend aus verheirateten Paaren mit oder ohne Nachkommen bzw. einem Elternteil mit Nachkomme). Die durchschnittliche Größe eines Haushalts lag bei 2,31 Personen und die durchschnittliche Familiengröße bei 3,00 Personen.
21,4 % der Bevölkerung waren jünger als 20 Jahre, 26,5 % waren 20 bis 39 Jahre alt, 26,0 % waren 40 bis 59 Jahre alt und 26,6 % waren mindestens 60 Jahre alt. Das mittlere Alter betrug 42 Jahre. 47,2 % der Bevölkerung waren männlich und 52,8 % weiblich.
Das durchschnittliche Jahreseinkommen lag bei 45.156 $, dabei lebten 15,1 % der Bevölkerung unter der Armutsgrenze.
Im Jahr 2000 war Englisch die Muttersprache von 80,09 % der Bevölkerung, 7,51 sprachen haitianisch-kreolisch, spanisch sprachen 7,30 % und 5,10 % hatten eine andere Muttersprache.

## Sehenswürdigkeiten
Die Boynton School, der Boynton Woman’s Club und das Schiffswrack Lofthus sind im National Register of Historic Places gelistet.

## Verkehr
Boynton Beach liegt an der in Nord-Süd-Richtung verlaufenden Interstate 95. Weitere im Stadtgebiet verlaufene Straßen sind der U.S. Highway 1 sowie die Florida State Roads A1A und 804.
Außerdem besitzt die Stadt einen Haltepunkt an der von der Tri-Rail betriebenen Bahnstrecke von Mangonia Park zum Flughafen Miami.
Mit dem Flugzeug ist die Stadt international über die folgenden Flughäfen zu erreichen: Den Palm Beach International Airport bei West Palm Beach, etwa 32 km entfernt, den Fort Lauderdale-Hollywood International Airport bei Fort Lauderdale, etwa 34 km entfernt, sowie den Miami International Airport bei Miami, etwa 68 km entfernt. Für den nationalen Flugverkehr bietet sich noch der Boca Raton Airport, etwa 2 km entfernt, an.

## Wirtschaft
Die hauptsächlichen Beschäftigungszweige sind: Ausbildung, Gesundheit und Soziales: (18,2 %), Handel / Einzelhandel: (14,6 %), Kunst, Unterhaltung, Nahrungsmittel, Restaurants: (10,9 %), Zukunftstechnologie, Management, Verwaltung: (11,7 %).

### Parks und Sportmöglichkeiten
Es gibt ein breites Angebot von verschiedenen Stadtparks sowie mehrere sportliche Einrichtungen sowie Spielwiesen und Möglichkeiten zum Camping und Grillen. Am Strand gibt es verschiedene Strand- und Wassersportarten.

## Kriminalität
Die Kriminalitätsrate lag im Jahr 2010 mit 430 Punkten (US-Durchschnitt: 266 Punkte) im durchschnittlichen Bereich. Es gab vier Morde, sechs Vergewaltigungen, 143 Raubüberfälle, 432 Körperverletzungen, 727 Einbrüche, 2361 Diebstähle, 107 Autodiebstähle und fünf Brandstiftungen.

## Persönlichkeiten
- Benjamin Ferencz (1920–2023), US-amerikanischer Jurist
- Mario Lemieux (* 1965), ehemaliger kanadischer Profi-Eishockeyspieler
- Mike Piazza (* 1968), Baseballspieler
- Michael Waltz (* 1974), Offizier, Politiker, Sicherheitsexperte
- Kendra Todd (* 1978), Gewinnerin der US-Show „The Apprentice“
- Vince Wilfork (* 1981), American-Football-Spieler
- Jessica Ramsey (* 1991), Kugelstoßerin
- Bhad Bhabie (* 2003), Rapperin